# Fort Branch (Indiana)
Fort Branch es un pueblo ubicado en el condado de Gibson en el estado estadounidense de Indiana. En el Censo de 2010 tenía una población de 2771 habitantes y una densidad poblacional de 965,6 personas por km².

## Geografía
Fort Branch se encuentra ubicado en las coordenadas 38°14′45″N 87°34′24″O / 38.24583, -87.57333. Según la Oficina del Censo de los Estados Unidos, Fort Branch tiene una superficie total de 2.87 km², de la cual 2.84 km² corresponden a tierra firme y (0.99%) 0.03 km² es agua.

## Demografía
Según el censo de 2010, había 2771 personas residiendo en Fort Branch. La densidad de población era de 965,6 hab./km². De los 2771 habitantes, Fort Branch estaba compuesto por el 96.75% blancos, el 0.32% eran afroamericanos, el 0.11% eran amerindios, el 1.23% eran asiáticos, el 0% eran isleños del Pacífico, el 0.65% eran de otras razas y el 0.94% pertenecían a dos o más razas. Del total de la población el 0.9% eran hispanos o latinos de cualquier raza.